# Dirty Dance (együttes)
A Dirty Dance magyar rockegyüttes 2000-ben alakult, a korábbi Dance zenekar aktuálisan már más együttesekben játszó tagjaiból: Ördög Tibor (ének) a Hooligansből, Weisz László (gitár) a Carmen és a Kalapács zenekarból, Csatai Gábor (basszusgitár) a Bulldózer zenekarból, Juhász Attila (dob) a Scandal zenekarból.
2001-ben elkészült az Édes szabadság című számuk videóklipje. 2002-ben Aranynyíl díjat vehettek át. 2004-ben csatlakozott hozzájuk Jung Norbert gitárosként, és Juhász Attila helyett új dobos került a zenekarba, Nagy Roland. Ördög Tibortól Juhász Attila vette át az énekes szerepét 2004-ben.

## Diszkográfia
- Dirty Dance (2002)
- Elég (2005)